# 周潔
周潔（チョウ・チェ、1961年12月30日 - 2021年10月3日）は、中国上海市出身の女優ダンサー。
中国舞踏家協会理事、アメリカでダンススクールを運営していた。

## 経歴
1980年代を代表する女優、自身が古典舞踊出身ということから、時代劇でたびたび踊りを披露している。中でも知名度の高い作品に映画『西太后』にてラスト、四肢切断され壺漬けにされていた麗妃を演じた女優として有名。